# Franck Pourcel
Franck Pourcel (Marselha, 14 de agosto de 1913 — Neuilly-sur-Seine, 12 de novembro de 2000) foi um diretor de orquestra francês, conhecido por suas versões dos sucessos musicais de seu tempo e de música clássica.

## Biografia
Sua relação com a música começou com seu pai, que era técnico da marinha francesa e também músico. Aos 6 anos, entrou no conservatório de Marselha para estudar violino e percussão geral. Depois foi ao conservatório nacional de Paris. Seus trabalhos se baseavam na Percussão e nas cordas, sobretudo no violino.
Compôs a música do filme Paris em Chamas, tão como Concorde, em ocasião do voo inaugural do avião de passageiros supersônico.
Gravou mais de 250 álbuns durante sua carreira musical.
Recebeu as recompensas:
- 1956: The Grand prix du disque Français
- 1957: The Grand prix du disque no Brasil
- 1963: The Golden disc na Venezuela Discomoda
- 1965: Amsterdam: The Edison Price
- 1966: Gold record for his sales in France
- 1968: Golden disc in Colombia por Disco Mundo
- 1969: Grand Prix du disque of the Charles Cros Academy in Paris
- 1969:Gold record in Japan pelo álbum Continental Tango
- 1970: Gold record in Japan por Adoro
- 1972: Tokyo Music Festival; Arranger award
- 1973: Guacaipuro de Oro na Venezuela
- 1973: Gold record in Japan for the album For your lovely baby